# Leschenaultia bicolor
Leschenaultia bicolor är en tvåvingeart som först beskrevs av Macquart 1846.  Leschenaultia bicolor ingår i släktet Leschenaultia och familjen parasitflugor. Inga underarter finns listade i Catalogue of Life.